# Peter Jöback
 (novembre 2011).
Si vous disposez d'ouvrages ou d'articles de référence ou si vous connaissez des sites web de qualité traitant du thème abordé ici, merci de compléter l'article en donnant les références utiles à sa vérifiabilité et en les liant à la section « Notes et références ».
 (septembre 2021).
Peter Arne Jöback (né le 4 juin 1971 à Stockholm) est un chanteur suédois. Ses derniers albums internationaux s'appellent Humanology fruit d'un travail de coécriture avec Tobias Fröberg et Kathryn Williams et produit par Tobias Karlsson à Los Angeles, I love Musicals consacré aux comédies musicales qui ont marqué sa carrière et  East Side Stories avec des reprises de chansons de Depeche Mode, Rufus Wainwright, Bob Dylan, R.E.M., Radiohead, The Divine Comedy… Le single, Sing a été enregistré avec Kate Pierson du groupe The B-52's. Son plus récent album suédois Livet, kärleken och döden (La Vie, L'Amour, La Mort) est une collection de chansons françaises d'auteurs comme Charles Aznavour ou Jacques Brel, toutes adaptées en suédois.
Peter Jöback s'est imposé comme un des artistes majeurs de la scène suédoise - doté d'une voix remarquable et d'une solide expérience en matière d'interprétation. Il est aussi apprécié internationalement, notamment en Angleterre, aux États-Unis, et en Norvège. Récompensé par plusieurs disques de platine, il combine spectacles sur scène, émissions télévisées en Scandinavie ou comédies musicales notamment à Londres (West End). En mars 2012, Peter Jöback a repris d'ailleurs le rôle du Fantôme de l’Opéra à Londres (West End), puis à Broadway en avril 2013 avant de démarrer Sweeney Todd en fin d'année 2013

## Biographie
Peter Jöback a suivi une formation musicale et théâtrale dès son plus jeune âge au sein d'écoles et de lycées artistiques, à Stockholm - 1981-1987: école de danse "Lasse Kuhler", école de musique "Adolf Fredrik", 1987-1989: Lycée "Södra Latin Music", 1990-1992: École royale supérieure de musique de Stockholm, 1993-1994: cours privés d'Anita Molander, assistante du metteur en scène Ingmar Bergman au "National Théâtre Dramaten" de Stockholm.
Sa carrière en tant que chanteur solo a débuté au début des années 1990 avec un premier album pop suédois pour DoReMi Records et trois autres singles en anglais restés confidentiels.
Au milieu des années 1990, Peter Jöback a obtenu la consécration à travers sa collaboration avec les légendaires membres d'ABBA : Björn Ulvaeus et Benny Andersson. Dans leur épopée musicale Kristina från Duvemåla (Les Émigrants), Peter a créé le rôle de « Robert » et sa chanson thème Guldet blev till sand a obtenu tous les records de longévité dans les charts suédois. La comédie musicale a été vue par plus d'un million de Suédois et le triple CD de la distribution originale est devenu 3x album de platine et a reçu plusieurs Grammy Awards Suédois. Peter a obtenu son premier "Masque d'or" pour son rôle de Robert.
En 1997, Cameron Macintosh avait découvert le talent de Peter et lui avait proposé le rôle de "Chris" dans "Miss Saigon" au Théâtre Royal Drury Lane dans le West End de Londres. Trois ans plus tard, au même théâtre, Peter a créé le rôle de "Michael" dans l'adaptation musicale par Cameron Macintosh des Sorcières d'Eastwick (The Witches of Eastwick). Peter n'était pas novice en la matière puisqu'il avait été formé dès son plus jeune âge dans différentes écoles artistiques et participé à de nombreuses comédies musicales en Suède (La mélodie du Bonheur, West Side Story, Grease ou Fame pour laquelle il recevra sa première nomination comme meilleur acteur aux "Golden Mask awards". Peter Jöback s'était également aguerri à l'interprétation des grands standards de la comédie musicale au sein d'un dynamique quatuor "Musical Express" avec qui il tournera deux années de suite et qui mélangeait chant, danse et comédie. En 1997, il a également réalisé son propre album de chansons de comédies musicales adaptées en suédois Personliga val pour lequel Björn Ulvaeus du groupe ABBA lui a écrit spécialement le texte du hit Pity the child extrait de Chess. Un show scénarisé à gros budget sera filmé pour présenter la dizaine de chansons sous forme de succession de petits films avec une esthétique recherchée et des chorégraphies élaborées. En 1998, Il a présenté un spectacle complet de chant et de danse, "the Peter Jöback Show", à l'"Hamburger Börs" de Stockholm, reprenant l'esprit des comédies musicales de Broadway.
en 1999, Peter obtient son premier rôle au cinéma pour le film musical de Richard Hobert "Där regnbågen slutar" (Quand disparait l'arc-en-ciel), la distribution réunit également Tommy Korberg et Helen Sjöholm.
2000-2003 auront été les années "MTV" de pure pop de Peter Jöback où s'est vu consacré meilleur artiste masculin aux NRJ Music Awards. L'enregistrement consécutif de deux albums en anglais Only when I breath et I Feel Good and I’m Worth It ont généré de nombreux singles comme Higher ou Under my skin qui ont atteint le sommet des charts, soutenus par des videoclips mis en scène avec une excellente facture.
2004 marque un tournant dans la carrière de Peter Jöback, avec son album très personnel Det här är platsen qui va inaugurer un nouveau style d'interprétation et de choix de chansons écrites par notamment Mauro Scocco, Niklas Frisk et Andreas Mattsson. L'album produit par Lars Halapi reçoit un excellent accueil critique et public. Cette période a été également extrêmement importante pour son public de la communauté LGBT puisque Peter fait son coming out au cours d'une émission de télévision. Le fameux magazine QX qui organise chaque année les Gay Awards à partir du vote de ses lecteurs lui attribue le prix du meilleur album et l'année suivante l'élira "l'homme de l'année". Cette même année, Peter a collaboré à une série de concerts avec l'orchestre symphonique de renommée internationale, le "Gothenburg Symphony Orchestra" dirigé par Nick Davies dans un projet appelé Storybook où Peter a interprété des standards avec de nouveaux arrangements. Peter et le GSO ont sorti un CD du même nom qui est devenu disque d'or et se sont produits lors de deux concerts à guichets fermés au "Globe Arena" et au "Scandinavium Arena" en Suède. Cet album a également apporté à Peter un statut de superstar en Norvège. Sa première tournée en solo en 2005 a été un succès éclatant à la fois avec le public et les médias.
2005 a été l'occasion pour Peter de présenter son nouveau répertoire (issu de ses deux précédents albums) au cours d'une tournée en Scandinavie qui verra son point d'orgue à Oslo, où il a été invité à chanter le 7 juin devant une audience de 75 000 personnes rassemblée pour un show avec une impressionnante retransmission médiatique.
Peter a sorti un double-CD Flera sidor av samma man (Plusieurs faces d'un même homme) réunissant une collection de chansons de l'ensemble de sa carrière, le double album est resté pas moins de neuf semaines no 1 dans les charts suédois, atteignant ainsi le statut de disque de platine et en faisant de Peter la meilleure vente pour un artiste suédois de l'année 2006. L'album est également devenu disque d'or en Norvège.
2006-2007 Peter a joué le rôle de MC dans une production très réussie de Cabaret à Stockholm et à Göteborg. Il a reçu des critiques élogieuses massives ainsi que son deuxième "Masque d'Or" (Tony Award). Peter a été une des principales forces créatrices dans cette production comme déjà en 2003, où il avait livré une étonnante composition de MC, au Gladsaxe Théâtre à Copenhague. Peter a enregistré un duo avec le groupe Laakso, Italy vs Helsinki, qui donnera lieu à plusieurs prestations scéniques ensemble et un clip réalisé par Magnus Renfors à l'imagerie gay qui n'est pas sans rappeler les photos de "Pierre et Gilles". La chanson connaitra un beau succès dans les clubs suédois et fera l'objet de plusieurs remixes.
Peter a terminé 2008 avec une série de concerts de Noël dans les arènes en Scandinavie, après la publication d'un nouvel album de ballades de Noël (dont les ventes ont atteint 4x disque de platine). En 2007, il a également fait une tournée en Scandinavie à la suite de la publication d'un album studio en suédois Människor som du och jag (Des hommes comme toi et moi) avec des chansons originales coécrites par Peter. Il s'est également produit sur scène avec Eva Dahlgren pour une série de concerts qui ont donné lieu à un double album enregistré au profit d'une œuvre humanitaire.
En 2009, Peter Jöback s'est installé à New-York pour enregistrer East side Stories et a participé à quelques concerts acoustiques dans des clubs où il propose une version américaine de Stockholm I natt. Il a enregistré également plusieurs clips de ses nouvelles chansons dont le superbe duo the Wicked game et un film documentaire d'une heure réalisé par Anders Hallberg Happy, Handsome and Unknown où il se livre sans concessions. Il a terminé l'année par une longue série de concerts en Suède.
2010 a été une année riche en évènements pour Peter Jöback : après sa tentative de représenter la Suède à l'Eurovision avec sa chanson  Hollow, il a chanté pour le mariage de la princesse Victoria de Suède en juin et s'est ensuite marié le 25 juin avec son compagnon Oscar Nilsson. La fin de l'année a été consacrée à une tournée acoustique en Scandinavie comprenant une quarantaine de dates en Suède, Norvège et Finlande. Il a participé également avec Frida du groupe ABBA à l'Album du guitariste Georg Wadenius Reconnection et enregistré Hold my hand pour le "Best of" de Bille The Vision & The Dancers. Il a retrouvé également Helen Sjöholm pour une série de concerts en hommage au compositeur Stephen Sondheim. Peter a quitté son ancienne compagnie d'enregistrement "Roxy Recordings" pour le label indie "Razzia Records" qui a produit son nouvel album live En kväll med Peter Jöback et un single inédit Inte redo än.
Début 2011, Peter Jöback sort un nouveau single Räddaren i nöden et part en tournée d'été appelée Adam et les Eves avec le groupe Cookies N' Beans. Peter a participé également à un des épisodes de la série de TV3 Det blir bättre (Cela va mieux) où différents adultes témoignent des abus subis lors de leur enfance et leur reconstruction en tant qu'adulte.
Automne 2011, Peter Jöback présente un nouvel album, adaptation de chansons françaises de Jacques Brel et Charles Aznavour (titre Livet, kärleken och döden: La vie, l’amour, la mort), traduites en suédois par la chanteuse Annika Norlen (Sakert) et Andreas Mattsson. L'album comprend aussi de nouvelles chansons dans un style très Serge Gainsbourg ainsi que la reprise de Comme d'habitude. À sa sortie en octobre 2011, l'album se classe no 2 des charts suédois (accompagné du single Jag har dig) . Le réalisateur Magnus Renfors réalise un moyen métrage “Peter Jöback – sången om mitt franska liv”, scénarisé autour des chansons de l'album avec une imagerie inspiré des films des années soixante. Le second single Släpp in mig sort en parallèle. Peter participe également aux concerts évènementiels pour le 25e anniversaire du Fantôme de l’Opéra à Londres et propose une série de concerts en Suède avec ses chansons françaises accompagné d'un orchestre symphonique.
2012: Peter Jöback est la vedette d'un nouveau documentaire de 3 heures (en 3 parties) “Med hjärtat som insats” pour la chaine suédoise SVT où il va sur les traces de plusieurs artistes qui l'ont influencé (Franks Sinatra, Charles Aznavour, Serge Gainsbourg...). De New York à Paris via Berlin, il rencontre différents protagonistes (comme les musiciens qui ont accompagné Frank Sinatra ou Charles Dumont, compositeur pour Édith Piaf) et présente quelques performances live dans des lieux mythiques comme le "BirdLand jazz club". Il réalise plusieurs singles en relation avec l'atmosphère musicale de chaque ville ("The start of something grand" pour New-York, "this song of mine" pour Paris, "Walls" pour Berlin) pour accompagner la promotion de cette mini-série. En mars, Peter Jöback reprend pour une durée de 6 mois le rôle mythique du "Fantôme de l’Opéra" à Londres (West End) et chante devant 15 000 personnes à Trafalgar Square en juillet. En fin d'année, il se lance dans une nouvelle tournée scandinave intitulée "I love Musicals", et sort un nouveau single "Jul nu igen" en parallèle avec un livre de souvenirs "Jag kommer hem igen till jul".
En 2013, Peter Jöback a prolongé sa thématique autour des comédies musicales: en avril, il a été à nouveau le Fantôme de l'Opéra, cette fois à Broadway. Puis il reprendra sa tournée en Suède cet automne de "I love Musicals" en version symphonique, avant de démarrer en décembre à Stockholm "Sweeney Todd" de Stephen Sondeim (qui avait été adapté au cinéma avec Johnny Depp). Le 11 septembre sort son nouvel album inspiré de tout cela incluant des duos inédits avec quelques stars internationales de la comédie musicale comme Katy Treharne (Le Fantôme de l'Opéra) ou Ma-Anne Dionisio (Miss Saïgon). Il y interprète les grand thèmes de Cabaret, Jésus-Christ Superstar, Chess, Sweeney Todd, Moulin Rouge, Sunset Blvd, les sorcières d'Eastwick, Kristina...
En 2014, Peter Jöback est consacré meilleur artiste de l'année par le magazine gay QX. En mai, il fait ses débuts au Japon en participant au concert "Musical meet Symphony" à Tokyo. En septembre, il est également avec Helen Sjoholm l'un des protagonistes de la comédie musicale "Livet är en Schlager" où il joue le rôle de Candy Darling. Le Théâtre St James de Londres lui ouvre ses portes en novembre pour plusieurs concerts exceptionnels.
Lors de l'année 2015, Peter Jöback a intégré la série policière "Modus" diffusée sur la chaine suédoise TV4 et sur "13e rue" en France (Janvier 2016). En alternance, il a mené son show 'I love Musicals' , y compris jusqu'au Japon en 2016, en jouant au Nippon Budokan Arena de Tokyo.  Il a repris également son rôle du Fantôme de l'opéra au Circus de Stockholm jusqu'au printemps 2017.
2018 voit le jour de deux singles "The Mask" et "Shape of you" et la sortie d'un nouvel album pop "Humanology" en octobre en concomitance avec un spectacle de grande envergure "Med Hjartat som insats" (Avec le cœur en partage) mêlant chant, théâtre et danse, reprenant tous les moments forts de sa carrière autour de l'idée principale d'une série de reportages qui lui avaient été consacrée par la télé suédoise où chaque séquence s'articulait autour d'une vile et son univers musical (Londres,Paris, New-York, Berlin, Las Vegas ..). A noter également son retour à Broadway dans le rôle de "Fantôme de l'Opéra" à l'occasion du 30ème anniversaire de ce classique.
2019 est l'occasion pour Peter Jöback de présenter pas moins de 3 événements majeurs: une tournée d'été consacrée à son nouvel album international  "Humanology" précédée par la sortie de 4 autres singles en versions remixées par Interphace,Vinny Vero, Johan Mauritzson & Steve Migliore., la reprise en automne de la comédie musicale "Les Sorcières d'Eastwick" mais cette fois dans le rôle principal masculin (le personnage joué par Jack Nicholson dans le film original) et enfin le tournage et la sortie du film "Je reviens à la maison pour Noël" drame familial librement inspiré de sa biographie dont les chansons feront l'objet d'un EP 3 titres.
en 2021, Peter publie son autobiographie "Att bära sig själv" et sort un nouveau single international "Better Man".
2022 voit le retour de Peter Jöback à la comédie musicale dans le rôle titre de Jesus-Christ Superstar ainsi que deux nouveaux singles internationaux "The River" et "Back to You" suivi par deux autres singles suédois "Illusionner" et en 2023 "Borja om fran noll".
Peter joue le rôle de Jean Valjean dans la version londonienne des Misérables au printemps 2024 et sort un nouvel album pop "Atlas" dont est extrait le single "finger on the trigger".
Tout au long des années, Peter a combiné son travail théâtral avec des concerts, tournées, one-man-shows et albums, à la fois en suédois et en anglais. En tant qu'artiste, Peter a remporté de multiples disques d'or et de platine pour l'ensemble de ses projets, ainsi que plusieurs nominations aux Grammy Awards. Peter a la capacité et le talent rare d'exceller à la fois avec des grands orchestres symphoniques ainsi que lors de plus simples concerts acoustiques et il capte vraiment le public sur ces deux types de scènes.
Ses prestations scéniques et ses nombreux albums ont été saluées par des critiques élogieuses[réf. nécessaire]. En particulier, son très original album de Noël qui a été publié en 2002, et considéré comme « l'ultime album de Noël de tous les temps... » en Scandinavie. Sur cet album, Peter chante un classique de Van Morrison en duo avec la superstar norvégienne Sissel Kyrkjebø, Ga inte forbi, en traduction suédoise. Peter et Sissel ont depuis été souvent invités à des concerts ensemble.
La créativité de Peter, son charisme d'interprète et son talent de danseur ont fait l'objet de deux shows TV prestigieux, qui ont tous deux été nommés pour une "Rose d'argent" au Festival de Montreux. Peter s'est également présenté deux fois aux pré-sélections suédoises de l'Eurovision, en 1990 et en 2010.

## Discographie

### Albums
- 1993 : Peter Jöback
- 1997 : Personliga val
- 2000 : Only When I Breathe
- 2002 : I Feel Good And I'm Worth It
- 2002 : Jag kommer hem igen till jul
- 2003 : Jag kommer hem igen till jul (réédition avec de nouvelles chansons)
- 2004 : Det här är platsen
- 2004 : Storybook
- 2006 : Flera sidor av samma man (double CD compilation)
- 2007 : Människor som du och jag
- 2008 : Himlen Är Inget Tak (CD live avec Eva Dahlgren)
- 2009 : East Side stories
- 2010 : En Kväll med Peter Jöback (CD live)
- 2011 : Livet, kärleken och döden: La Vie, L'Amour, La Mort
- 2013 : I love musicals
- 2018 :  Humanology
- 2024 :  Atlas

### Singles
- 1990 : En sensation
- 1990 : Let's Kiss (Like Angels Do)
- 1991 : This Time
- 1992 : More Than A Game
- 1993 : Du är min längtan
- 1993 : Det ingen annan vet
- 1993 : Nu när jag funnit dig
- 1996 : Guldet blev till sand
- 1997 : En sång om oss
- 1998 : Vem ser ett barn
- 1999 : Hon ser inte mig
- 2000 : Higher
- 2000 : Tonight
- 2001 : Under My Skin
- 2002 : Sinner
- 2002 : She's Like A Butterfly
- 2003 : Gå inte förbi, avec Sissel Kyrkjebø
- 2004 : Du har förlorat mer än jag
- 2004 : Sommarens sista sång
- 2006 : Jag blundar i solens sken
- 2007 : Jag står för allt jag gjort
- 2007 : Italy vs Helsinki, avec le groupe Laakso
- 2007 : Stockholm i natt
- 2007 : Han är med mig nu, featuring Annika Norlin [Säkert]
- 2008 : Himlen är inget tak, avec Eva Dahlgren
- 2009 : Sing, avec Kate Pierson
- 2010 : Hollow
- 2010 : Inte Redo än
- 2011 : Räddaren i nöden
- 2011 : Jag har dig nu, avec Izabella Scorupco
- 2011 : Släpp in mig
- 2012 : The start of something grand
- 2012 : This song of mine
- 2012 : Walls
- 2012 : Jul nu igen
- 2013 : En andra chans
- 2013 : Annars vore jag inte jag
- 2018 : The Mask
- 2018 : Shape of You
- 2019 : Call Me by Your Name - Vinny Verro & Johan Mauritzson Remix
- 2018 : Shape of You - Interphace Remix
- 2019 : Addicted - Interphace Remix
- 2019 : Dancing - Vinny Verro & Steve Migliore Remix
- 2019 : När Natt flyr from the EP "Jag Kommer Hem Igen Till Jul "
- 2021 : Better man
- 2021 : EP 5 titres du Show TV "Sa Mycket Bättre"
- 2022 : The River
- 2022 : Back to You
- 2022 : Illusioner (duo avec Petre Marlund)
- 2023 : Borja om fran noll
- 2023 : Frihets klockan (Freedom Bell)
- 2024 : Finger on the trigger
- 2024 : Atlas
- 2025 :  Two Of Us - Duo avec OLa Salo
- 2025 : Spectrum of Love (official anthem stockholm gay pride)

### Autres enregistrements
- 1992 : Rockmusikalen Grease
- 1993 : Aladdin
- 1993 : Fame - The Musical
- 1994 : Aladdin Jafars Återkomst
- 1996 : Kristina från Duvemåla
- 1998 : Tusen röster - För Amnesty
- 1999 : 16 Favoriter ur Kristina från Duvemåla
- 1999 : Asterisk & Obelix möter Caeser
- 2000 : The Witches Of Eastwick
- 2000 : Osannolikt svenskt
- 2001 : The Witches Of Eastwick
- 2005 : Mit Eventyr
- 2005 : Gerda – en sångsaga
- 2006 : Gunilla Backman - Nära Mig
- 2007 : Secret Garden  - Inside I’m Singing
- 2007 : Cabaret
- 2010 : Georg Wadenius - Reconnection
- 2010 : Ljusa ögonblick
- 2011 : Best of Billie The Vision & The Dancers

### Comédies musicales et autres spectacles
- 1982-83 : Mio Min Mio
- 1982-84 : Sound Of Music
- 1983-84 : Snövit (Snow white)
- 1984-85 : Kavallerijungfrun
- 1988 : Här & Nu
- 1990 : Melodifestivalen
- 1990 : West Side Story
- 1991-92 : Grease
- 1993 : Aladdin
- 1993-94 : Fame
- 1994 : Djungelboken (The JungleBook)
- 1994-95 : Musical Express 1 & 2
- 1995-98 : Kristina Från Duvemåla
- 1997 : Peter Jöback - A Musical Voyage
- 1997 : Miss Saigon, in London
- 1998 : Peter Jöback Show
- 1998 : Personliga Val - Live
- 1998 : Jesus Christ Superstar
- 1999 : Där Regnbågen Slutar
- 2000 : The Witches of Eastwick, in London
- 2000 : Stuart Little
- 2001 : Summer Tour - "Only When I Breathe"
- 2002 : Christmas Tour - "Jag kommer hem igen till jul"
- 2003 : Cabaret, in Copenhagen
- 2004 : Peter Jöback Tour - ""Det här är platsen"
- 2005 :  Storybook Concerts
- 2005 : Concert tour in Norway
- 2005 : Rhapsody in rock, Sweden tour
- 2006 : Cabaret, in Stockholm
- 2007 : Elva veckor elva städer
- 2007 : Cabaret, in Gothenburg
- 2008 : Himlen Är Inget Tak tour
- 2008 : En Julkonsert
- 2009 : En Julkonsert
- 2010 : Stjärnklart
- 2010 : En Kväll med Peter Jöback Tour
- 2010 : Peter Jöback and Helen Sjöholm: Tribute to Stephen Sondheim
- 2011 : Adam and the Eves Tour
- 2012 : The Phantom of the Opera
- 2012 : I love musicals Tour
- 2013 : The Phantom of the Opera(Broadway)
- 2013 : I love musicals Tour - the Broadway edition
- 2013 : Sweeney Todd
- 2014 : Livet är en Schlager
- 2015 : I'll Be Home for Christmas
- 2016 : I love musicals  - Japon
- 2017 : I love musicals ALLSTARS
- 2017 : The Phantom of the Opera - Londres
- 2018 : The Phantom of the Opera 30th Celebration - Broadway
- 2018 : His Greatest Show Med Hjartat som insats
- 2019 : Humanology Summer Tour
- 2019 : The Witches of Eastwick
- 2022 : Jesus Christ Superstar
- 2022 : The Miserables ( Londres)

### filmographie
- 1999 – Där regnbågen slutar
- 2008 – Kommissarien och havet - I denna ljuva sommartid (TV-serie)
- 2015 – Modus (TV-serie)
- 2017–2018 – Stjärnorna på slottet  (TV-serie)
- 2018 – Hellenius hörna (TV-serie)
- 2019 – Jag kommer hem igen till jul
- 2021 – Så mycket bättre (TV-serie)